# 정찬우 (배우)
정찬우(1969년 ~ )는 대한민국의 배우이다.

## 출연작

### 영화
- 《메모리: 조작살인》 (2021년) - 형사 동수 역
- 《종이꽃》 (2020년) - 장한수 역
- 《구마적》 (2019년) - 만복 역
- 《비스트》 (2019년) - 감사과 역
- 《행복의 나라》 (2018년) - 무당 선생님 역
- 《컴, 투게더》 (2017년) - 골프장 변호사 역
- 《리얼》 (2017년) - 한 사장 역
- 《스플릿》 (2016년) - 은발노인 경호원 역
- 《트릭》 (2016년) - 정 국장 역
- 《강남 1970》 (2015년) - 남순철 역
- 《미쓰 와이프》 (2015년) - 회경그룹 관계자 1 역
- 《국제시장》 (2014년) - 이산가족 조정실 프로듀서 역
- 《피아노 치는 남자》 (2013년)

### 드라마
- 《리턴》 (2018년, SBS) - 김실장 역
- 《아테나: 전쟁의 여신》 (2010년, SBS) - 철규 역
- 《조선추리활극 정약용》 (2009년, OCN) - 박이한 역
- 《경우의 수》 (2020년, JTBC)

### 뮤지컬
- 《위윌락유》 (2019년 ~ 2020년) - 비욘세 역